# Dicranoloma confusum
Dicranoloma confusum är en bladmossart som beskrevs av Thériot 1910. Dicranoloma confusum ingår i släktet Dicranoloma och familjen Dicranaceae. Inga underarter finns listade i Catalogue of Life.